# حركة الجهاد الإسلامي في اليمن
حركة الجهاد الإسلامي من اليمن هي حركة تابعه للقاعدة التي أعلنت مسؤوليتها عن الهجوم على "السفارة الأمريكية" 2008 في اليمن. هددت المجموعة أيضا هجمات في المستقبل ضد السفارات الأخرى، بما في ذلك المملكة العربية السعودية والإمارات العربية المتحدة والمملكة المتحدة.
أصدرت الحركة بيانا قالت فيه: «سوف نقوم ببقية السلسلة من الهجمات على السفارات الأخرى التي أعلنت سابقا، حتى يتم الوفاء بمطالبنا من الحكومة اليمنية». وفي الوقت نفسه، اعتقلت السلطات اليمنية يوم 18 سبتمبر 2008، 25 من المشتبه فيهم بانتمائهم لتنظيم القاعدة. وزير الخارجية أبو بكر القربي قال: «أن الهجوم على السفارة الأمريكية من القاعدة كان للإنتقام من التدابير التي اتخذتها الحكومة لمكافحة الإرهابيين». وقال شون ماكورماك المتحدث باسم وزارة الخارجية في الولايات المتحدة أن «الهجوم على مراحل متعددة يحمل بصمات القاعدة». تتلقى الحكومة اليمنية متوسط 40 مليون دولار سنوياً مساعدات اقتصادية وعسكرية من أمريكا منذ عام 2000.